# Nick Holonyak
Nick Holonyak, Jr. (Zeigler, 3 de novembro de 1928 - Urbana, 18 de setembro de 2022) foi um inventor estadunidense.
Trabalhou como consultor nos laboratórios da General Electric em Syracuse, e é considerado "o pai do diodo emissor de luz". Foi professor de engenharia elétrica e informática na Universidade de Illinois em Urbana-Champaign onde trabalhou desde 1993.

## Inventos

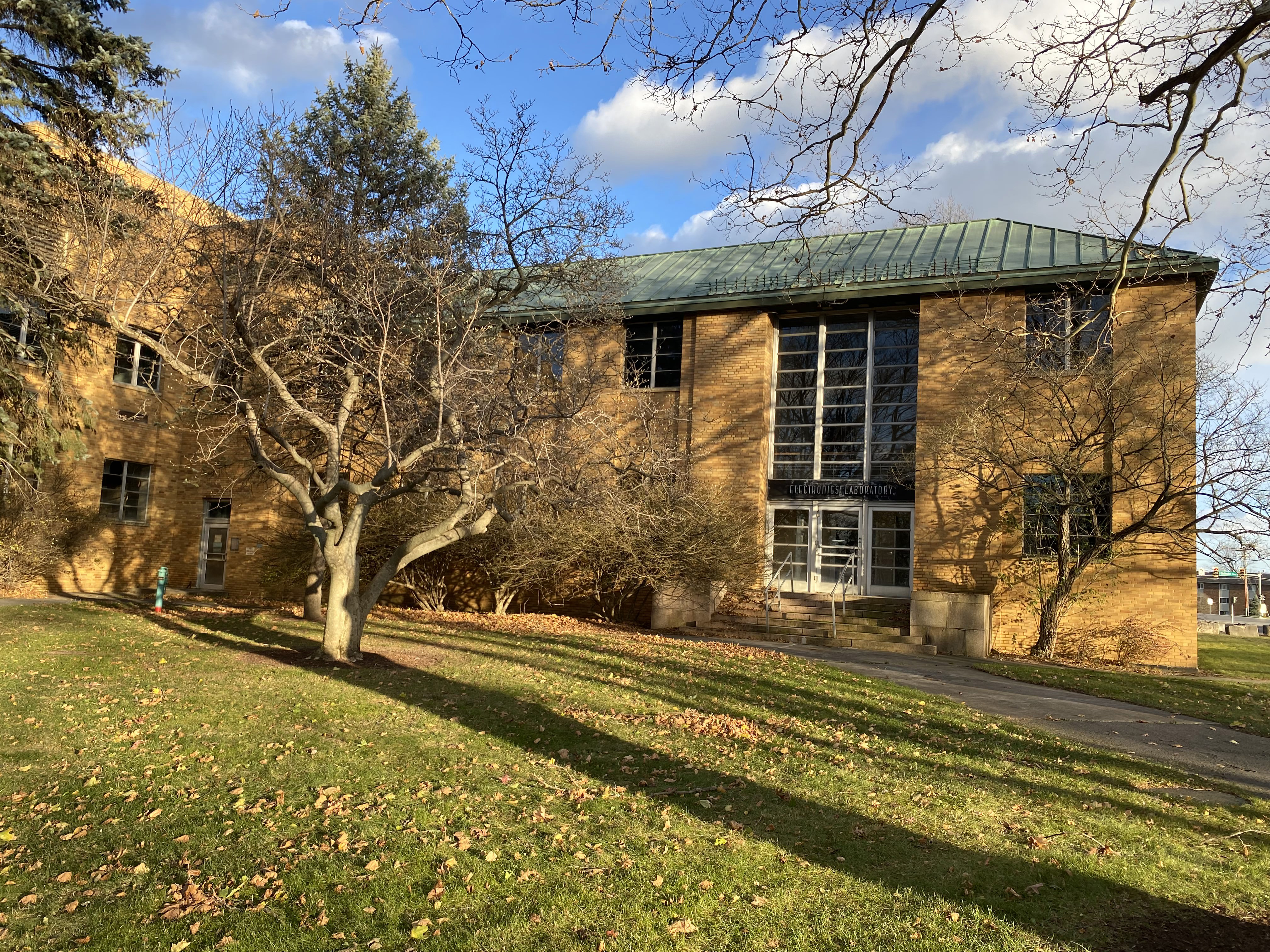
Demonstração de Nick Holonyak de luz vermelha de um laser de diodo semicondutor neste local em 9 de outubro de 1962 levou, por fim, aos diodos emissores de luz (LEDs) comerciais. O edifício fica perto de Syracuse, Nova York, nos Estados Unidos. Em 1962, era conhecido como Edifício 3 no Parque Eletrônico da General Electric Company..

É membro da National Academy of Inventors. Além de ser o inventor de LED, Holonyak possui 41 outras patentes. Suas outras invenções incluem o primeiro laser díodo do espectro visível.  Também ajudou a criar o primeiro dimmer na General Electric.

## Condecorações
- Medalha Edison IEEE, (1989)
- Medalha de Honra IEEE, (2003)